# Campeonato Nacional de Haití 2019
El Campeonato Nacional de Haití 2019 fue la edición número 56 del Championnat National. La temporada completa consistió de campeonatos divididos y a la vez individuales los cuales otorgaron títulos de manera separada; en la primera mitad de la temporada se jugó la Serie de Apertura y en la otra mitad la Serie de Clausura, el campeón de cada uno de estos torneos se clasificó al Campeonato de Clubes de la CFU 2020. Al final de la temporada se elaboró una Tabla Acumulada donde los tres últimos descendieron a la Segunda División de Haití 2020. Sin embargo la temporada quedó abandonada, por lo tanto no hubo descensos.

## Equipos participantes
| Pos.   | Equipo                | Ciudad          | Estadio                  | Capacidad |
| ------ | --------------------- | --------------- | ------------------------ | --------- |
| 1      | AS Capoise            | Cabo Haitiano   | Parc Saint-Victor        | 7500      |
| 2      | Arcahaie FC           | Arcahaie        | parc National du Drapeau | 1000      |
| 3      | AS Mirebalais         | Mirebalais      | Parc Nelson Petit-Frère  | 2000      |
| 4      | Tempête FC            | San Marcos      | Parc Levelt              | 5500      |
| 5      | Don Bosco FC          | Puerto Príncipe | Sylvio Cator             | 15000     |
| 6      | Real Hope FA          | Cabo Haitiano   | Parc Saint-Victor        | 7500      |
| 7      | Baltimore SC          | San Marcos      | Parc Levelt              | 5500      |
| 8      | FICA                  | Cabo Haitiano   | Parc Saint-Victor        | 7500      |
| 9      | Ouanaminthe FC        | Juana Méndez    | Parc Notre Dame          | 1000      |
| 10     | AS Cavaly             | Léogâne         | Parc Julia Vilbon        | 1000      |
| 11     | Racing Club Haïtien   | Puerto Príncipe | Sylvio Cator             | 15000     |
| 12     | Cosmopolites SC       | Puerto Príncipe | Sylvio Cator             | 15000     |
| 13     | Racing FC             | Les Gonaïves    | Parc Stenio Vincent      | 1500      |
| 1 (SD) | Violette AC           | Puerto Príncipe | Sylvio Cator             | 15000     |
| 2 (SD) | Triomphe Liancourt FC | San Marcos      | Parc Levelt              | 5500      |
| 3 (SD) | America des Cayes     | Puerto Príncipe | Sylvio Cator             | 15000     |

### Ascensos y descensos
| Pos. | Ascendidos de Segunda División 2018 |
| ---- | ----------------------------------- |
| 1    | Violette AC                         |
| 2    | Triomphe Liancourt FC               |
| 3    | America des Cayes                   |

| Pos. | Descendidos de Championnat National 2018 |
| ---- | ---------------------------------------- |
| 14   | AS Sud-Est                               |
| 15   | Valencia FC                              |
| 16   | Petit-Goâve FC                           |

## Serie de Apertura
La Serie de Apertura se jugó durante la primera mitad del 2019, empezó el 2 de marzo y terminó el 9 de junio.
Los 16 equipos participantes jugaron entre sí todos contra todos una vez totalizando 15 partidos cada uno, los seis primeros se clasificaron a los Play offs de Apertura donde finalmente el Arcahaie FC se coronó  campeón y se clasificó  al Campeonato de Clubes de la CFU 2020.

### Tabla de posiciones
Actualizado el 11 de junio de 2019
| Pos. | Equipo                | PJ | PG | PE | PP | GF | GC | DG  | Pts. | Clasificado a             |
| ---- | --------------------- | -- | -- | -- | -- | -- | -- | --- | ---- | ------------------------- |
| 1    | Real Hope FA          | 15 | 9  | 4  | 2  | 14 | 7  | +7  | 31   | Avanza a Semifinales      |
| 2    | AS Capoise            | 15 | 7  | 7  | 1  | 19 | 6  | +13 | 28   | Avanza a Semifinales      |
| 3    | Arcahaie FC           | 15 | 6  | 6  | 3  | 15 | 8  | +7  | 24   | Avanza a cuartos de final |
| 4    | Tempête FC            | 15 | 7  | 3  | 5  | 14 | 9  | +5  | 24   | Avanza a cuartos de final |
| 5    | Don Bosco FC          | 15 | 6  | 5  | 4  | 22 | 14 | +8  | 23   | Avanza a cuartos de final |
| 6    | Racing Gônaïves FC    | 15 | 6  | 5  | 4  | 13 | 13 | 0   | 23   | Avanza a cuartos de final |
| 7    | America des Cayes     | 15 | 5  | 6  | 4  | 11 | 11 | 0   | 21   |                           |
| 8    | Baltimore SC          | 15 | 4  | 8  | 3  | 11 | 10 | +1  | 20   |                           |
| 9    | Violette AC           | 15 | 2  | 13 | 0  | 13 | 8  | +5  | 19   |                           |
| 10   | Triomphe Liancourt FC | 15 | 4  | 5  | 6  | 10 | 14 | -4  | 17   |                           |
| 11   | AS Mirebalais         | 15 | 4  | 5  | 6  | 13 | 18 | -5  | 17   |                           |
| 12   | Ouanaminthe FC        | 15 | 3  | 6  | 6  | 14 | 16 | -2  | 15   |                           |
| 13   | Racing Club Haïtien   | 15 | 3  | 5  | 7  | 13 | 18 | -5  | 14   |                           |
| 14   | FICA                  | 15 | 2  | 8  | 5  | 11 | 17 | -6  | 14   |                           |
| 15   | AS Cavaly             | 15 | 3  | 4  | 8  | 12 | 23 | -11 | 13   |                           |
| 16   | Cosmopolites SC       | 15 | 2  | 4  | 9  | 6  | 19 | -13 | 10   |                           |

### Play-offs de Apertura

#### Cuartos de final
| Local       | Global | Visita             | Ida | Vuelta |
| ----------- | ------ | ------------------ | --- | ------ |
| Arcahaie FC | 1 - 0  | Racing Gônaïves FC | 0-0 | 1-0    |
| Tempête FC  | 2 - 1  | Don Bosco FC       | 0-0 | 2-1    |

#### Semifinales
| Local        | Global        | Visita      | Ida | Vuelta |
| ------------ | ------------- | ----------- | --- | ------ |
| Real Hope FA | 2 - 2 (4-3 p) | Tempête FC  | 1-1 | 1-1    |
| AS Capoise   | 2 - 2 (V)     | Arcahaie FC | 0-1 | 2-1    |

#### Final
| Local        | Global | Visita          | Ida | Vuelta |
| ------------ | ------ | --------------- | --- | ------ |
| Real Hope FA | 1 - 2  | Arcahaie FC (C) | 0-1 | 1-1    |

| Bandera de Haití                |
| Campeón Arcahaie FC 1.er título |

## Serie de Clausura
La Serie de Clausura se jugó durante la segunda mitad del 2019, comenzó el 24 de agosto y fue abandonada el 18 de diciembre.
Los 16 equipos participantes jugarían entre sí todos contra todos una vez totalizando 15 partidos cada uno; los seis primeros se clasificarían a los Play offs del Clausura. El torneo acabó no finalizando debido a disturbios civiles en Haití y no hubo campeón en ese torneo.

### Tabla de posiciones
Actualizado el 22 de septiembre de 2019.
| Pos. | Equipo                | PJ | PG | PE | PP | GF | GC | DG | Pts. | Clasificado a             |
| ---- | --------------------- | -- | -- | -- | -- | -- | -- | -- | ---- | ------------------------- |
| 1    | Don Bosco FC          | 4  | 4  | 0  | 0  | 8  | 3  | +5 | 12   | Avanza a Semifinales      |
| 2    | AS Cavaly             | 5  | 3  | 1  | 1  | 9  | 3  | +6 | 10   | Avanza a Semifinales      |
| 3    | Tempête FC            | 4  | 1  | 3  | 0  | 6  | 2  | +4 | 10   | Avanza a cuartos de final |
| 4    | Violette AC           | 4  | 3  | 0  | 1  | 4  | 2  | +2 | 9    | Avanza a cuartos de final |
| 5    | Baltimore SC          | 5  | 2  | 3  | 0  | 2  | 0  | +2 | 9    | Avanza a cuartos de final |
| 6    | AS Capoise            | 5  | 2  | 2  | 1  | 4  | 2  | +2 | 8    | Avanza a cuartos de final |
| 7    | Ouanaminthe FC        | 5  | 2  | 2  | 1  | 5  | 4  | +1 | 8    |                           |
| 8    | Triomphe Liancourt FC | 5  | 2  | 1  | 2  | 2  | 2  | 0  | 7    |                           |
| 9    | AS Mirebalais         | 5  | 1  | 3  | 1  | 3  | 1  | +2 | 6    |                           |
| 10   | America des Cayes     | 5  | 2  | 0  | 3  | 8  | 11 | -3 | 6    |                           |
| 11   | FICA                  | 5  | 1  | 2  | 2  | 4  | 5  | -1 | 5    |                           |
| 12   | Arcahaie FC           | 5  | 0  | 4  | 1  | 1  | 3  | -2 | 4    |                           |
| 13   | Racing Gônaïves FC    | 5  | 1  | 1  | 3  | 3  | 9  | -6 | 4    |                           |
| 14   | Cosmopolites SC       | 5  | 1  | 0  | 4  | 2  | 6  | -4 | 3    |                           |
| 15   | Real Hope FA          | 5  | 0  | 2  | 3  | 1  | 4  | -3 | 2    |                           |
| 16   | Racing Club Haïtien   | 4  | 0  | 0  | 4  | 1  | 6  | -5 | 0    |                           |

## Tabla Acumulada
Actualizado el 24 de septiembre de 2019
| Pos. | Equipo                | PJ | PG | PE | PP | GF | GC | DG  | Pts. | Clasificado a                       |
| ---- | --------------------- | -- | -- | -- | -- | -- | -- | --- | ---- | ----------------------------------- |
| 1    | AS Capoise            | 20 | 9  | 9  | 2  | 23 | 8  | +15 | 36   |                                     |
| 2    | Don Bosco FC          | 19 | 10 | 5  | 4  | 30 | 17 | +13 | 35   | Campeonato de Clubes de la CFU 2020 |
| 3    | Tempête FC            | 19 | 10 | 4  | 5  | 20 | 11 | +9  | 34   |                                     |
| 4    | Real Hope FA          | 20 | 9  | 6  | 5  | 15 | 11 | +4  | 33   |                                     |
| 5    | Baltimore SC          | 20 | 6  | 11 | 3  | 13 | 10 | +3  | 29   |                                     |
| 6    | Violette AC           | 19 | 5  | 13 | 1  | 17 | 10 | +7  | 28   |                                     |
| 7    | Arcahaie FC           | 20 | 6  | 10 | 4  | 16 | 11 | +5  | 28   | Campeonato de Clubes de la CFU 2020 |
| 8    | America des Cayes     | 20 | 7  | 6  | 7  | 19 | 22 | -3  | 27   |                                     |
| 9    | Racing Gônaïves FC    | 20 | 7  | 6  | 7  | 16 | 22 | -6  | 27   |                                     |
| 10   | Triomphe Liancourt FC | 20 | 6  | 6  | 8  | 12 | 16 | -4  | 24   |                                     |
| 11   | Ouanaminthe FC        | 20 | 5  | 8  | 7  | 19 | 20 | -1  | 23   |                                     |
| 12   | AS Mirebalais         | 20 | 5  | 8  | 7  | 16 | 19 | -3  | 23   |                                     |
| 13   | AS Cavaly             | 20 | 6  | 5  | 9  | 21 | 26 | -5  | 23   |                                     |
| 14   | FICA                  | 20 | 3  | 10 | 7  | 14 | 21 | -7  | 19   |                                     |
| 15   | Racing Club Haïtien   | 19 | 3  | 5  | 11 | 14 | 24 | -10 | 14   |                                     |
| 16   | Cosmopolites SC       | 20 | 3  | 4  | 13 | 8  | 25 | -17 | 13   |                                     |